# クラランス
クラランスグループは、高級スキンケア、ローション、メイクやフレグランス製品を製造するフランスのラグジュアリー化粧品会社。

## 創立と歴史

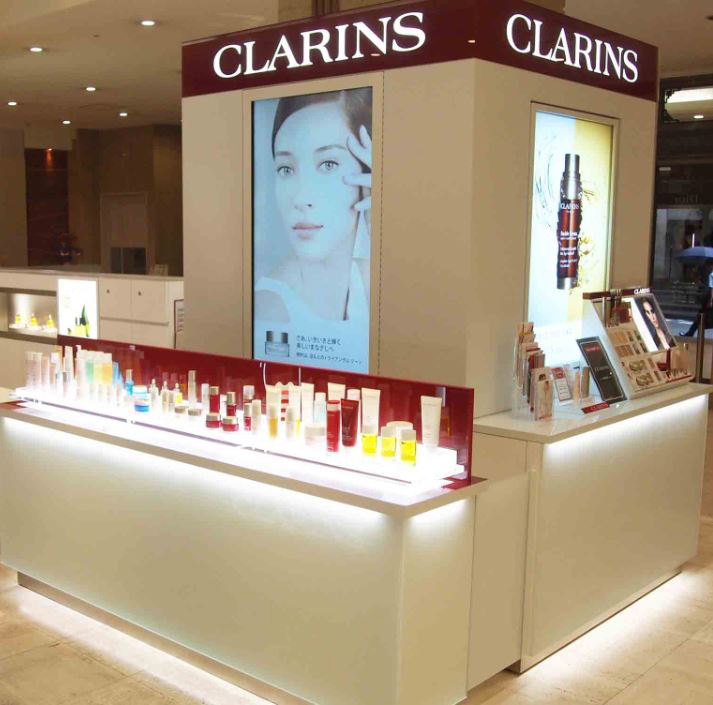
百貨店クラランス カウンター

この家族経営の会社は、当時医学生だったジャック クルタン クラランス（2007年没）により1954年に設立された。息子のクリスチャン クルタン クラランスは2000年からクラランス会長を務めている。
1970年代初めに、クラランス社は、国際的な展開を始めた。1981年1月米国に初の子会社を設立してから2005年の終わりまで、クラランスグループは150か国に販売ネットワークを構築し、19の子会社を設立した。2014年に亡くなったセルジュ ロジノエルはクラランスの国際的な展開を信じていたという。
ヴィルジニー クルタン クラランス、クレール クルタン クラランス、プリスカ クルタン クラランス、ジェナ クルタン クラランスらはブランド大使として活躍している。
日本上陸は1986年。伊勢丹新宿店が第一号店であり、1998年にはエステティックサロン アンスティテュ クラランスをオープンしている。
2009年 クラランス日本 公式オンラインショップがオープンした。現在は、スマートフォンでも公式オンラインショップを展開している。

## ブランド　ポートフォリオ
クラランスのブランド　ポートフォリオは　クラランス、アザロ、ティエリー　ミュグレーとマイブレンドから構成されている。2002年に男性用スキンケア製品ライン（クラランスメン）も加わります。　クラランス　グループのクラランス　フレグランス　グループ部門はポルシェ デザイン パルファム、ダビッド・ヤーマン フレグランス、スワロフスキー パルファムを擁している。他にも、オーガニック化粧品ブランド キビオ(KIBIO)を所有し、ロクシタンの株主でもある。
2008年6月、クルタン クラランス家族は、クラランスSAを私有化するため、他の株主に対して＄36億の買い付けオファーを実行した。ディール自体は2008年9月に完了したという。

## クルタン関節炎基金
1989年にジャック クルタン クラランスによって設立されたこの組織は、多発性関節炎および慢性炎症性リウマチのための研究努力を促進することが可能となった。また、基金は関節リウマチにおける多くの先進的な研究を担っている。